# Halliste (rzeka)
Halliste (est. Halliste jõgi) – rzeka w Estonii o długości 86 km i powierzchni dorzecza 1900 km². Uchodzi do Navesti.